# Der kleine Nils
Der kleine Nils ist eine Comedy-Figur. Nils (mit vollem Namen: Nils Maximilian Bartels) ist ein fiktiver fünfjähriger Junge, der überwiegend öffentliche, manchmal aber auch private Telefonnummern in ganz Deutschland wählt und mit erfundenen Geschichten die Angerufenen aufs Glatteis führt (Telefonstreich).

## Geschichte
Häufig spielen dabei auch Nils’ Opa Kurt, Hamster „Horst“ und der Hund „Nico“ eine Rolle. Nils und Opa Kurt werden in dieser Radio-Comedy von Oliver Döhring gesprochen, welcher die Figur erfand sowie auch Folgen und Gags schreibt. Nils’ beste Freundinnen sind Aurelie, Jule, Clara (gesprochen von Gerlinde Jänicke), Nana und Franziska, welche er später alle heiraten möchte. Nils’ bester Freund ist Daniel. Alle, bis auf den zwölfjährigen Daniel, gehen noch in den  Kindergarten. Das Grundkonzept ist, dass Nils Dinge unternimmt, die eigentlich nur Erwachsene machen. Dieses Strickmuster wird in immer neuen Versionen seit vielen Jahren variiert.
Die Streiche des kleinen Nils wurden über mehrere Jahre gleichzeitig auf bis zu zweiundzwanzig Radiostationen im deutschsprachigen Raum ausgestrahlt, unter anderem R.SH, Antenne Bayern, 104.6 RTL, Radio Brocken, Radio Regenbogen, Antenne Niedersachsen, HR3, Hitradio RTL Sachsen, Radio Salü, KroneHit aus Österreich, Radio 32 und Capital FM aus der Schweiz und die komplette Radio-NRW-Gruppe (mit 45 Lokalstationen). Dabei behaupteten die Radiostationen teilweise, der kleine Nils laufe exklusiv auf ihrem jeweiligen Sender. Die Sendung erreichten in Spitzenzeiten über sieben Millionen Hörer.
Im Jahr 2004 erschien die erste CD mit dem Titel Der kleine Nils: Platz da, jetzt komm ich!. Darauf, wie auch auf den anderen CDs, ist eine Sammlung der besten Telefonstreiche aus den jeweiligen Jahren. Seine CDs hielten sich in Deutschland zwischen neun und dreizehn Wochen in den Albumcharts und erreichten auch in der Schweizer Hitparade hohe Platzierungen.
Weiterhin war Der kleine Nils jeweils mehrere Wochen Platz eins in den deutschen Comedy-Charts. Im Jahr 2007 war sein Klingelton Blödi am Handy insgesamt 38 Wochen auf Platz eins bei Jamba (heute Jesta Digital).
Mehrfach wurde Der kleine Nils für karitative Zwecke eingesetzt, so u. a. für die Leukämiehilfe, bei Kinderfesten sozialer Einrichtungen (u. a. in Berlin, Dresden, Erfurt, Halle usw.) oder in Kampagnen für Kinder beim Bundesministerium für Gesundheit. Zusätzlich engagieren sich die Macher des Projektes bei z. B. World Vision Deutschland, Karuna e.V. Berlin, Deutsche Hirntumorforschung e.V., Deutsche Knochenmarkspenderdatei oder bei verschiedenen Anti-Gewalt-Projekten. Mit der CD Mädchen pupsen nicht! promotete Der kleine Nils die „Stiftung Hänsel und Gretel“, die sich um missbrauchte Kinder und Jugendliche kümmert, sowie die im Zusammenhang stehende Aktionen wie „Kein Täter werden!“.
Im Jahr 2018 wurde das bislang letzte Album "Weihnachtstraum, Lieder und Geschichten" veröffentlicht, welches Jan Schlegel (alias Gunther Schmäche) produzierte.
Für das Jahr 2021 ist ein Bühnenprogramm angekündigt.

## Diskografie
- 2004: Platz da, jetzt komm ich!
- 2004: Ich darf das!
- 2005: Hör mal, wer da spricht!
- 2006: Ich Will Doch Nur Spielen!
- 2007: Gib mir 5!
- 2009: April, April …!
- 2011: Volume 7!
- 2012: Mädchen pupsen nicht!
- 2014: Dreikäsehoch...
- 2018: Weihnachtstraum, Lieder und Geschichten